# Кучер Олександр Омелянович
Олекса́ндр Омеля́нович Ку́чер (нар. 17 вересня 1923, Пирятин — пом. 3 березня 2012, Реховот) — радянський та український історик, професор, доктор історичних наук, завідувач кафедри історії Росії Харківського національного університету імені В. Н. Каразіна (1976—1994).

## Біографія

### Дитинство та освіта
Олександр Омелянович народився 17 вересня 1923 року в місті Пирятині Полтавської області в сім'ї службовців. У 1930 році родина переїздить до Харкова, де 1941 року майбутній вчений закінчив середню школу № 6.

### Воєнні роки
1942 року О. О. Кучер був призваний до лав Червоної Армії. Спочатку навчався в Київській військовій авіаційній школі пілотів (яка була евакуйована до м. Абакан, Хакасія), а з листопада 1942 року став курсантом Іркутської школи авіаційних механіків. З березня 1943 року й до кінця німецько-радянської війни — авіамеханік, повітряний стрілець. Брав участь у бойових діях у складі 2-ї авіаційної дивізії особливого призначення, дійшов до Берліна.

### Навчання та наукова діяльність у Харківському університеті
Після демобілізації, у 1948 р. вступив на історичний факультет Харківського державного університету імені М. Горького. Паралельно з навчанням (з 1950 по 1951 роки) працював старшим лаборантом музею археології.
У 1952—1954 роках — секретар комітету комсомолу університету. У 1953 році з відзнакою закінчив Харківський державний університет і вступив до аспірантури при кафедрі історії СРСР. Після її закінчення у 1956 р. залишився викладачем цієї ж кафедри. Того ж року вийшла його перша наукова публікація.
З 1956 по 1960 р. Олександр Омелянович працював на посаді старшого викладача, а з 1960 по 1976 р. — на посаді доцента кафедри історії СРСР.
Брав активну участь у громадсько-політичному житті. Протягом 1958—1960 рр. очолював партійну організацію університету, обирався депутатом Харківської міської ради.
Науковий інтерес О. О. Кучера зосередився на складних соціально-економічних та політичних процесах, які відбувалися в Україні у 1920-х роках. Він займався дослідженням питання відновлення промисловості України у 1920-х рр.
Під науковим керівництвом професора С. М. Королівського у 1958 р. О. О. Кучер захистив кандидатську дисертацію «Боротьба робітничого класу за відбудову важкої промисловості України (1923—1925 рр.)». Того ж року кандидатська дисертація О. О. Кучера була видана у вигляді монографії.
В подальшому наукові інтереси Олександра Омеляновича були пов'язані з дослідженням військово-політичної історії України 1920-х рр., дослідженням історії Харкова та Харківського університету. Поряд із науковою та педагогічною діяльністю О. О. Кучер активно виступав у пресі, брав участь у підготовці до видання важливих археографічних збірок. Значне місце в його діяльності займало редагування. Зокрема, він став одним з редакторів навчального посібника для студентів-іноземців «Радянський Союз» (Харків, 1964 р.) — одного з перших подібних видань в СРСР. Неодноразово запрошувався як рецензент: І. Л. Шерман, С. Ф. Найда, В. І. Гриценко «Советская историография истории СРСР» (Харків, 1976 р.); «Невидимый фронт: Сборник документальных очерков и рассказов» (Харків, 1987 р.).
У 1973 р. захистив докторську дисертацію на тему «Розгром озброєної внутрішньої контрреволюції на Україні у 1921—1923 роках». Згодом, в період перебудови та першій половині 1990-х рр., він переглянув деякі власні оцінки подій 20-х років ХХ ст., нарікав на обмежений доступ істориків до широкого кола джерел з даної проблематики.
З 1976 р. Олександр Омелянович Кучер очолив кафедру історії СРСР, у 1978 р. його затвердили в званні професора. До 1995 року очолював кафедру історії СРСР. Він керував кафедрою і на початку періоду незалежності України, коли постало питання про доцільність існування кафедри історії СРСР. За підтримки керівництва факультету та в цілому університету кафедра продовжила своє існування, хоча зі зміною назви: у 1991 р. — кафедра «Історії народів Росії і країн СНД», а з 1993 р. й дотепер — кафедра «Історії Росії».
Олександр Омелянович Кучер читав загальний курс історії СРСР, історії Росії XIX — поч. ХХ ст., численні спецкурси, в тому числі «Історія народництва в Росії», керував науковим семінаром.
О. О. Кучер є автором близько 150 наукових, науково-популярних і навчально-методичних робіт. Був редактором республіканського наукового збірника «Вопросы истории СССР» (з 1992 р. — «Українського історичного збірника»), членом редакційної колегії «Вестника Харьковского университета» (серія «Історія») і редакційної колегії «Українського історичного журналу». Був членом спеціалізованої ради історичного факультету з захисту докторських і кандидатських дисертацій.

### Наукова школа О.О.Кучера
За роки своєї науково-педагогічної діяльності О. О. Кучер виховав тисячі вчителів історії та суспільствознавства, десятки викладачів вищої школи. Підготовку фахівців вищої кваліфікації розпочав з 1970-х рр. Під науковим керівництвом О. О. Кучера було підготовлено 13 кандидатів наук: В. Ф. Чуркін (1979 р.), В. М. Духопельников (1980 р.), В. В. Тимофєєв (1983 р.), Н. С. Шаповалова (1984 р.), А. М. Авраменко (1985 р.), I. Г. Малинко (1985 р.), Т. I. Пікалова (1985 р.), А. В. Скоробогатов (1985 р.), Г. В. Згурський (1989 р.), Б. Г. Головко (1990 р.), Ю. П. Волосник (1993 р.), О. М. Ігнатуша (1993 р.), В. В. Сичова (1996 р.).

### Еміграція
у 1996 р. переїхав до Ізраїлю. Там зацікавився історією Близького Сходу, взаєминами арабів та євреїв, в даному контексті аналізував проблеми аграрної та індустріальної цивілізацій, релігійну та політичну культури. Помер 3 березня 2012 року. Похований у Реховоті (Ізраїль).

## Нагороди і почесні звання
За участь в німецько-радянській війні був нагороджений орденом Вітчизняної війни 2-го ступеня (11.03.1985) і медалями.